# 科维萨
科维萨，是西班牙卡斯蒂利亚-拉曼恰托莱多省的一个市镇。总面积15平方公里，总人口2219人（2001年），人口密度148人/平方公里。